# Immergentia zelandica
Immergentia zelandica är en mossdjursart som beskrevs av Silén 1946. Immergentia zelandica ingår i släktet Immergentia och familjen Immergentiidae.

## Underarter
Arten delas in i följande underarter:
- I. z. minuta
- I. z. patagonica